# Acrisis suomii
Acrisis suomii är en stekelart som beskrevs av Vladimir Ivanovich Tobias 1983. Acrisis suomii ingår i släktet Acrisis och familjen bracksteklar. Inga underarter finns listade i Catalogue of Life.